# Menachem Mendel Schneerson
Pour les articles homonymes, voir Schneersohn.
Ne doit pas être confondu avec Menachem Mendel Schneersohn (Tzemah Tzedek).
Menachem Mendel Schneerson, également connu par ses fidèles comme « Le Rabbi », né le 18 avril 1902 (11 Nissan 5662) à Nikolaïev (Empire russe, aujourd'hui en Ukraine) et mort le 12 juin 1994 (3 Tamouz 5754) à Brooklyn (New York), est un rabbin américain d'origine russe.
Le Rabbi de Loubavitch est le septième héritier de la dynastie du Hassidisme HaBaD fondée en 1797 par Rabbi Schnéour Zalman de Lyadi. Il fut un des leaders spirituels du judaïsme mondial et notamment de la mouvance loubavitch depuis 1950 à la suite du décès de son beau-père Yossef Yitzchok Schneersohn. Il a notamment encouragé et agi pour la diffusion du judaïsme et la fondation d'un réseau d'institutions d'études juives et de l'enseignement de la Torah. Il n'a pas eu d'enfants mais a légué depuis sa mort en 1994 plus de 4 600 institutions à travers le monde.

## Éléments biographiques

### Jeunesse et éducation dans l'Empire russe
D'ethnie ashkénaze, Rabbi Menachem Mendel Schneerson est né le 18 avril 1902 (11 Nissan, 5662) dans la ville portuaire de Nikolaïev (aujourd'hui Mykolaïv en Ukraine), au bord de la mer Noire, dans le gouvernement de Kherson au sein de l'Empire russe. Son père est le rav Levi Yitzchak Schneerson, un savant talmudique renommé et une autorité en Kabbale et loi juive. Sa mère est Rebbetzin Chana Schneerson (née Yanovski). Il a été nommé d'après le troisième Rabbi Habad, le Tzemach Tzedek, dont il est un descendant direct patrilinéaire.
Le Rashab, le Rabbi de Loubavitch à ce moment, suivit de près la naissance du Rabbi en envoyant des instructions par télégramme à ses parents avant et après la naissance concernant son éducation.
En 1907, alors que Schneerson a cinq ans, la famille déménage à Yekatrinoslav (aujourd'hui, Dnipro), où Levi Yitzchak est nommé grand rabbin de la ville. Il a servi jusqu'en 1939, date à laquelle il a été exilé par les Soviétiques au Kazakhstan. Schneerson a deux frères plus jeunes : Dov Ber, qui est assassiné en 1944 par des collaborateurs nazis, et Israël Aryeh Leib, décédé en 1952 alors qu'il terminait ses études doctorales à l'Université de Liverpool.
Hyperpolyglotte, Menachem Mendel Schneerson parle le yiddish (sa langue maternelle), l'hébreu, le russe, l'anglais, l'allemand, le français et l'italien. Il comprend également le judéo-araméen babylonien. 
Schneerson a souvent expliqué que son objectif était de «rendre le monde meilleur» et de faire ce qu'il pouvait pour éliminer toutes les souffrances. Dans une lettre au président israélien Yitzhak Ben-Zvi, Schneerson a écrit que quand il était enfant, la vision de la future rédemption commençait à prendre forme dans son imagination "une rédemption d'une telle ampleur et d'une telle grandeur à travers laquelle le but de la souffrance, les décrets sévères et l'anéantissement de l'exil seront compris".
Pendant sa jeunesse, il reçoit une éducation privée et est instruit par Zalman Vilenkin de 1909 à 1913. Lorsque Schneerson a eu onze ans, Vilenkin a informé son père qu'il n'avait plus rien à enseigner à son fils. À ce moment-là, Levi Yitzchak a commencé à enseigner à son fils le Talmud et la littérature rabbinique, ainsi que la Kabbale. Schneerson s'est révélé doué dans les études talmudiques et kabbalistiques et a également passé des examens en tant qu'étudiant externe de l'école soviétique locale. À dix-sept ans, il maîtrise le Talmud entier, quelque 5 894 pages, ainsi que tous ses premiers commentaires (Richonim).
Tout au long de son enfance, Schneerson est impliqué dans les affaires du bureau de son père. Il aurait également agi à plusieurs reprises comme interprète entre la communauté juive et les autorités russes. De nombreuses années plus tard, lorsqu'il a un jour évoqué sa jeunesse, Schneerson a déclaré : "J'ai l'éducation du fils aîné du rabbin d'Yekatrinoslav. Quand il s'agit de sauver des vies, je parle tout ce que les autres peuvent dire." 
Schneerson a ensuite reçu des ordinations rabbiniques distinctes du Rogatchover Gaon, de Yosef Rosen  et de Yechiel Yaakov Weinberg, auteur de Sridei Aish,.
En 1927, le régime soviétique commence à réprimer les institutions religieuses et Rabbi Yossef Yits’hak, qui ne laisse planer nulle équivoque sur le mépris qu'il voue à ce régime et du peu de cas qu'il fait de son règlement, est arrêté. La sentence de mort prononcée contre lui est commuée en exil et durant l'été suivant, il doit quitter la patrie du ‘hassidisme pour Riga où il établira six ans durant son « gouvernement en exil ». Il emmène sa famille, ses proches disciples et son futur gendre.

En 1923, Schneerson a visité pour la première fois la demeure du sixième Rabbi Chabad -Lubavitch, Yosef Yitzchak Schneersohn, son lointain cousin, où il a rencontré sa fille Chaya Mushka. Quelque temps plus tard, ils se sont fiancés, mais ne se sont mariés qu'en 1928 à Varsovie, en Pologne. Prenant une grande fierté dans l'érudition exceptionnelle de son gendre, Yosef Yitzchak lui a demandé d'engager une conversation savante avec les grands érudits de la Torah qui étaient présents au mariage, tels que Meir Shapiro et Menachem Ziemba. Le mariage a été un événement important dans la communauté chabad et dans la communauté juive d'Europe de l'est. Les parents du Rabbi n'ont pas pu assister à la cérémonie du fait que celle-ci se déroulait hors de l'URSS et qu'ils n'ont pas pu obtenir des permis de sortie. Malgré cela, ils ont célébré le mariage depuis leur maison à Yekatrinoslav "sans les mariés". Le Rabbi a déclaré des années plus tard :
"C'est le jour qui m'a lié a vous (les hassidim -NDA), et vous à moi, et, ensemble, nous nous efforcerons d’emmener la Délivrance véritable et complète"

### Berlin
Après son mariage avec Chaya Mushka en 1928, Schneerson et sa femme ont déménagé à Berlin, où son beau-père Yosef Yitzchak Schneersohn lui a confié des tâches communautaires spécifiques, qui lui ont également demandé d'écrire des annotations savantes pour la responsa et divers discours hassidiques du précédent Rabbi de Chabad-Loubavitch. Schneerson a étudié les mathématiques, la physique et la philosophie à l' Université de Berlin . Il rappellera plus tard qu'il a apprécié les conférences d' Erwin Schrödinger.
Pendant son séjour à Berlin, son beau-père l'a encouragé à devenir davantage une personnalité publique, mais Schneerson s'est décrit comme un introverti  et était connu pour implorer des connaissances de ne pas faire d'histoires sur le fait qu'il était le gendre de Yosef Yitzchak Schneersohn.
Pendant leur séjour à Berlin, Schneerson a rencontré Joseph B. Soloveitchik et les deux ont formé une amitié qui est restée entre eux des années plus tard lorsqu'ils ont tous deux émigré en Amérique ,,,. Il a écrit des centaines de pages de ses propres discours originaux de la Torah, et a mené un échange sérieux de correspondance halachique avec plusieurs des principales figures rabbiniques d'Europe de l'Est, y compris le génie talmudique connu sous le nom de le Rogachover Gaon . En 1933, il a également rencontré Chaim Elazar Shapiro, ainsi que le talmudiste Shimon Shkop. Pendant ce temps, il tiendrait un journal dans lequel il documenterait soigneusement ses conversations privées avec son beau-père, ainsi que sa correspondance kabbalistique avec son père, Levi Yitzchak Schneerson.

### Paris
En 1933, la montée au pouvoir du nazisme les fait quitter Berlin pour Paris. Dans le choix de cette nouvelle résidence figure la présence de cousins : le rabbin Schneour Zalman Schneersohn, une cousine, Édmée Schneerson, et d'Isaac Schneersohn et la présence de son beau-père le rabbi Yossef Yitzchok Schneersohn due à des problèmes de santé,. Là, il fréquentera la Sorbonne et d'autres établissements de l'enseignement supérieur, telle que l'École spéciale des travaux publics, du bâtiment et de l'industrie (ESTP), tout en revivifiant l'esprit des nombreux réfugiés que la tourmente commence à déverser dans la Ville des lumières. Il assure aussi un cours quotidien à l'oratoire du 17, rue des Rosiers.
À la suite de l'invasion de la France en 1940, il quitte Paris pour la Zone libre. Son périple le conduit à Vichy puis à Nice.
Entre-temps, en Russie, son père est accusé d'activités anti-soviétiques. Une nuit précédant la fête de Pessa'h 1939, le NKVD fait irruption chez lui et l'emmène. Après avoir transité de prison en prison, il est envoyé en exil à Shieli au Kazakhstan et décède à Alma-Ata le 9 août (20 Av) 1944 dans un état de déchéance physique. C'est là-bas qu'avec de l'encre confectionnée par son épouse - laquelle l'aura rejoint entre-temps - il écrira ses commentaires kabbalistiques du Zohar, sur les marges des quelques livres qu'il aura pu emporter. Son fils les publiera par la suite et les commentera abondamment.
En mai 1941, le Rabbi et son épouse embarquent à Marseille pour Barcelone. Peu après, ils embarqueront à Lisbonne dans le dernier bateau qui accostera à New York le 23 juin 1941. Son beau-père s'y trouve depuis mars 1940 après avoir échappé à l'anéantissement des Juifs de Varsovie grâce à de puissants soutiens diplomatiques.
La Rabbanit Chaya Moushka Schneerson déclara plus tard que leur séjour en France avait été une préparation au travail de développement du judaïsme en France.

### Arrivée à New-York
Peu de temps après son arrivée, son beau-père l'a nommé directeur et président des trois organisations centrales de Chabad, Merkos L'Inyonei Chinuch, Machneh Israel et Kehot Publication Society, le plaçant à la tête des services éducatifs et sociaux juifs du mouvement, et les réseaux d'édition. Au cours de la décennie suivante, Yosef Yitzchak a renvoyé bon nombre des questions savantes qui lui avaient été posées à Schneerson et il est devenu de plus en plus connu en tant que représentant personnel de Yosef Yitzchak.
Au cours des années 1940, Schneerson est devenu un citoyen américain naturalisé et, cherchant à contribuer à l'effort de guerre, il s'est porté volontaire au Brooklyn Navy Yard, utilisant son expérience en génie électrique pour dessiner des schémas de câblage pour le cuirassé USS Missouri (BB-63),, et autres travaux militaires classifiés.
En 1943, Schneerson a lancé le programme Merkos Shlichus où il enverrait des paires d'élèves de yeshiva dans des endroits reculés à travers le pays pendant leurs vacances d'été pour enseigner aux juifs des communautés isolées leur patrimoine et offrir une éducation à leurs enfants.
En tant que président et rédacteur en chef de Kehot, Schneerson a publié les travaux du précédent Rabbi de Chabad. Il a également publié ses propres œuvres, y compris le Hayom Yom en 1943 et un commentaire sur la Hagadda en 1946.
Le Rabbi revient à Paris en 1947 pour rejoindre sa mère, Chana Schneerson, qui vient de sortir d'URSS. Il la retrouve chez son cousin le rabbin Schneour Zalman Schneersohn. Il profite de son voyage pour encourager et développer le judaïsme français, il créa une école pour filles et a travaillé avec des organisations locales pour aider au logement des réfugiés et des personnes déplacées.

### Succession à RabbiYossef Yts'hak Schneerson
Le 10 Shevat 5710 - 28 janvier 1950,Rabbi Yossef Yts'hak Schneerson, le beau-père du Rabbi, décède. Durant l'année suivante le Rabbi continue de tenir des farbrenguen (réunions 'hassidiques) où il encourage les 'hassidim à ne pas se laisser abattre par le décès du Rabbi qui n'est qu'un "voilement".

Le 8 Adar 5710 - 25 février 1950, il déclare :
« Puisque un Juste qui décède se trouve plus présent dans ce monde que de son vivant [...] certainement le Rabbi [continue à] diriger le monde entier, et les êtres humains en particulier, et réveille beaucoup de pitié [chez D-ieu], etc., comme c'est le cas jusqu'ici, et de plus en plus, de plus en plus fort.
Et l'événement qui s'est produit, n'est qu'à nos yeux charnels, et n'est rien d'autre qu'une épreuve (une des épreuves obligatoires avant la redemption), qui voilent et cachent la vérité.
Et le but de l'épreuve est de se renforcer et de traverser l'épreuve, ce qui annulera la disparition et la dissimulation, et la vérité sera révélée (comme expliqué dans les discours hassidiques),

Par conséquent en renforçant son attachement, en étudiant ses enseignements et en accomplissant ses instructions [...] nous meriterons de le revoir prochainement avec nos yeux charnels et il nous conduira à la Redemption véritable et complète. »
Pendant un an, le Rabbi refuse de prendre la direction du mouvement et la place de son beau-père. Pourtant, petit à petit, le Rabbi commence à recevoir les gens en Ye'hidout (audience privée) et à recevoir les lettres de gens ainsi que leur demande de bénédiction. Ce comportement était d'habitude réservé au Rabbis. Malgré tout le Rabbi ne laisse aucun sous-entendu sur son rôle repoussant les demandes des 'hassidim qui deviennent de plus en plus importantes,.
À l'occasion du premier anniversaire du décès de son beau-père, 10 Shevat 1951, lors d'une cérémonie à laquelle ont assisté plusieurs centaines de rabbins et de dirigeants juifs de toutes les régions des États-Unis et du Canada, Schneerson a prononcé un discours hassidique (Ma'amar), et est devenu officiellement le Rabbi. La nuit de son acceptation, des membres du Cabinet israélien et le grand rabbin d'Israël Yitzhak Herzog lui ont envoyé des messages de félicitations.

### Direction du mouvement
Réitérant un principe de base de Habad de longue date lors de son discours inaugural, il a exigé que chaque individu s'efforce d'avancer spirituellement et ne compte pas sur le Rabbi pour le faire pour eux, en déclarant juste après son premier discours 'hassidique, :
« Écoutez maintenant, Juifs. Généralement, dans Habad, il est demandé à chaque individu de travailler sur lui-même et de ne pas compter sur les Rabbis. Il faut, à lui seul, transformer la folie du matérialisme et la passion de "l'âme animale" en sainteté. Je ne me dérobe pas, à D.ieu ne plaise, d'aider autant que possible, cependant; si l'on ne travaille pas soi-même, à quoi sert l'attachement au Rabbi? »
Dans le même discours, Schneerson a dit, :
« On doit aller dans un endroit où rien n'est connu de la piété, rien n'est connu du judaïsme, rien n'est même connu de l'alphabet hébreu, et profiter de sa présence pour s'assurer que l'autre se rapproche de Dieu. »
 Quand il a parlé au journaliste de Forward Asher Penn cette année-là, il a dit:" Nous devons cesser d'insister sur le fait que le judaïsme est en danger, en tant qu'affirmation, cela ne fait que placer la communauté juive sur la défensive. Nous devons passer à l'offensive."
Il abat très vite ses cartes et sa profession de foi se résume en un mot : « Oufaratsta » (voir verset biblique Genèse 28,14 : « Ta descendance sera (innombrable) comme la poussière de la terre; Et tu t'étendras (“oufaratsta”) à l'ouest, à l'est, au nord et au sud »), la « diffusion de la Torah et de ses valeurs vers tous les horizons juifs qu'elles n'ont pas encore atteints ». C'est le saut à corps perdu dans cette entreprise qui attestera du véritable attachement de ses hassidim à son enseignement. Les farbrenguen qu'il célèbre - lesquels peuvent parfois durer huit heures et plus, et durant lesquels il discourt sans notes - exaltent jusqu'à ceux qui n'entendent pas un mot à son yiddish talmudique et didactique.
De même l'approche du Rabbi à la technologie est révolutionnaire : alors que toutes les communautés orthodoxes de l'époque rejetaient l'usage de la radio, le Rabbi encourage en 1960 la création d'un cours retransmis à la station WEVD. Il va jusqu'à corriger les notes de préparations du cours et donner une somme de 100 dollars pour couvrir les premiers frais. Dans un discours de 5728 - 1968, le Rabbi explique :

« Il y a de la publicité par l'écriture et la presse écrite… il y a de la publicité par la parole… mais la possibilité d'une publicité par la radio est doublement avantageuse. Premièrement, la voix ne s'affaiblit pas, mais atteint les extrémités de la terre avec la même vigueur avec laquelle elle a quitté la bouche de l'orateur. Par conséquent, si ce sont des paroles prononcées du cœur, elles entreront également dans le cœur de l'auditeur. Deuxièmement, la parole est transportée sans un long intervalle. Bien que le temps s'écoule, comme tout dans ce monde est limité par le temps, il voyage très rapidement, quasi-instantanément. »

En 1970 à l'occasion du vingtième anniversaire de décès de son beau-père, les 'hassidim organisent une connexion téléphonique avec Israël et Melbourne. Ce système se développera de plus en plus avec de nombreuses nouvelles destinations. Puis, en 1980, Les grands Farbrenguens commencent à être retransmis à la télévision.Dans un discours de 5742 - 1982, il déclare:

« Le but ultime pour lequel ces nouvelles technologies ont été développées est qu'elles soient utilisées à des fins saintes ... Le fait qu'elles peuvent également être utilisées à des fins séculières, et même des choses qui sont à l'opposé de la sainteté, est pour faciliter le libre arbitre … et D.ieu, demande et accorde la capacité "vous choisirez la vie". »

Dans ce foisonnement d'enseignements, une profession de foi générique : le refus de relativiser le moindre aspect d'une Torah divine, servi par un désir effréné d'asseoir chaque enseignement dans le monde du concret. Le déploiement in extenso de toutes ses interventions approche la centaine de volumes. Il écrit aussi, et à tous : aux rabbins, aux hommes d'État, à des artistes, des écrivains - Elie Wiesel compte parmi ceux dont il a marqué l'esprit - à des enfants et à tous ceux qui recherchent son conseil. Quelque trente volumes de sa correspondance ont été publiés.
Le Rabbi reçoit aussi beaucoup. Pendant plus de trois décennies, il donnera à raison de plusieurs nuits par semaine des audiences privées lors desquelles, durant parfois un tour de cadran, il écoute et conseille ceux qui auront sollicité une entrevue. Il reçoit au cours de ces entrevues des hommes politiques et des dirigeants du monde entier. Il entretient une relation particulière avec les hommes politiques israéliens qui lui rendent souvent visite . Il intercède aussi pour ceux qui lui en font la demande. À l'âge de 76 ans, après un accident cardiaque au beau milieu de la joie des danses de la Fête de Sim'hat Torah en 1977, il récupère difficilement mais continue en refusant de prendre du repos malgré les inquiétudes de son entourage. Les audiences seront limitées avec le temps, puis interrompues à cause du trop grand nombre de visiteurs. Le Rabbi commence alors à recevoir les gens en groupes et leur adresse d'abord un message général, puis s'entretient brièvement avec chacun. Il s'adresse souvent dans la langue des visiteurs, plusieurs fois en français,. II passe régulièrement des heures à jeûner, et parfois sous un soleil de plomb, à lire, sur la sépulture de son beau-père, les demandes de bénédictions qui affluent tous les jours à son secrétariat. Puis le 11 Nissan 5746 - 20 avril 1986, le jour de son anniversaire, le Rabbi commence à diriger des audiences hebdomadaires. Chaque dimanche, le Rabbi se tenait dans une petite pièce près de son bureau alors que des milliers de personnes passaient devant lui pour recevoir sa bénédiction. Beaucoup ont profité de l'occasion pour poser une question et recevoir un conseil. À chacun d'eux, le Rabbi a donné un billet d'un dollar, en le nommant son agent personnel (shaliach) pour le donner à l'organisme de bienfaisance de leur choix. Durant ces rencontres, qui duraient parfois des heures, le rabbi rencontra de nombreuses personnalités et journalistes. L'idée de cette distribution était que quand deux personnes se rencontrent ils doivent penser au bien qu'ils pourraient faire à une troisième personne.

### Dernières années

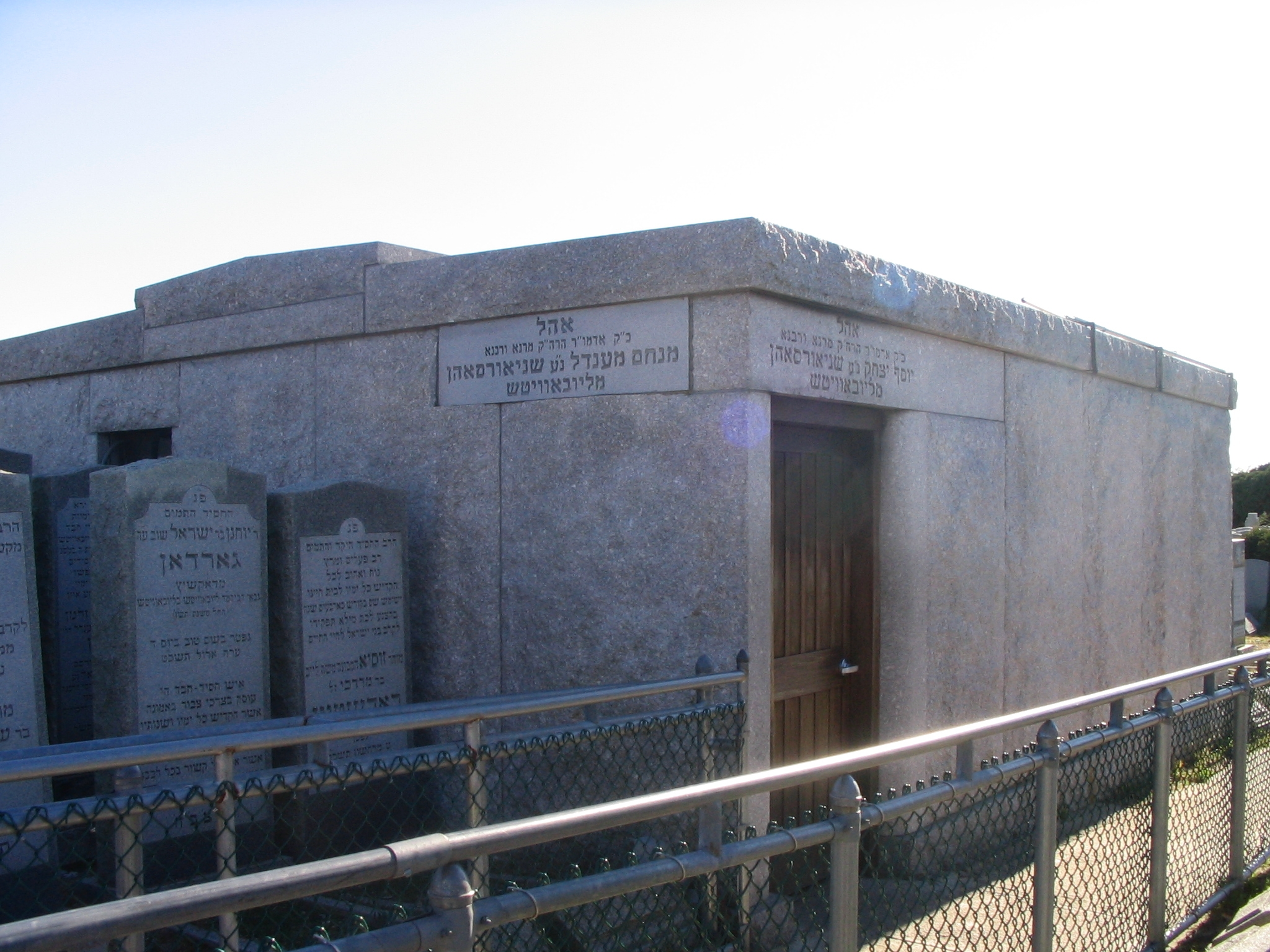
Le Ohel

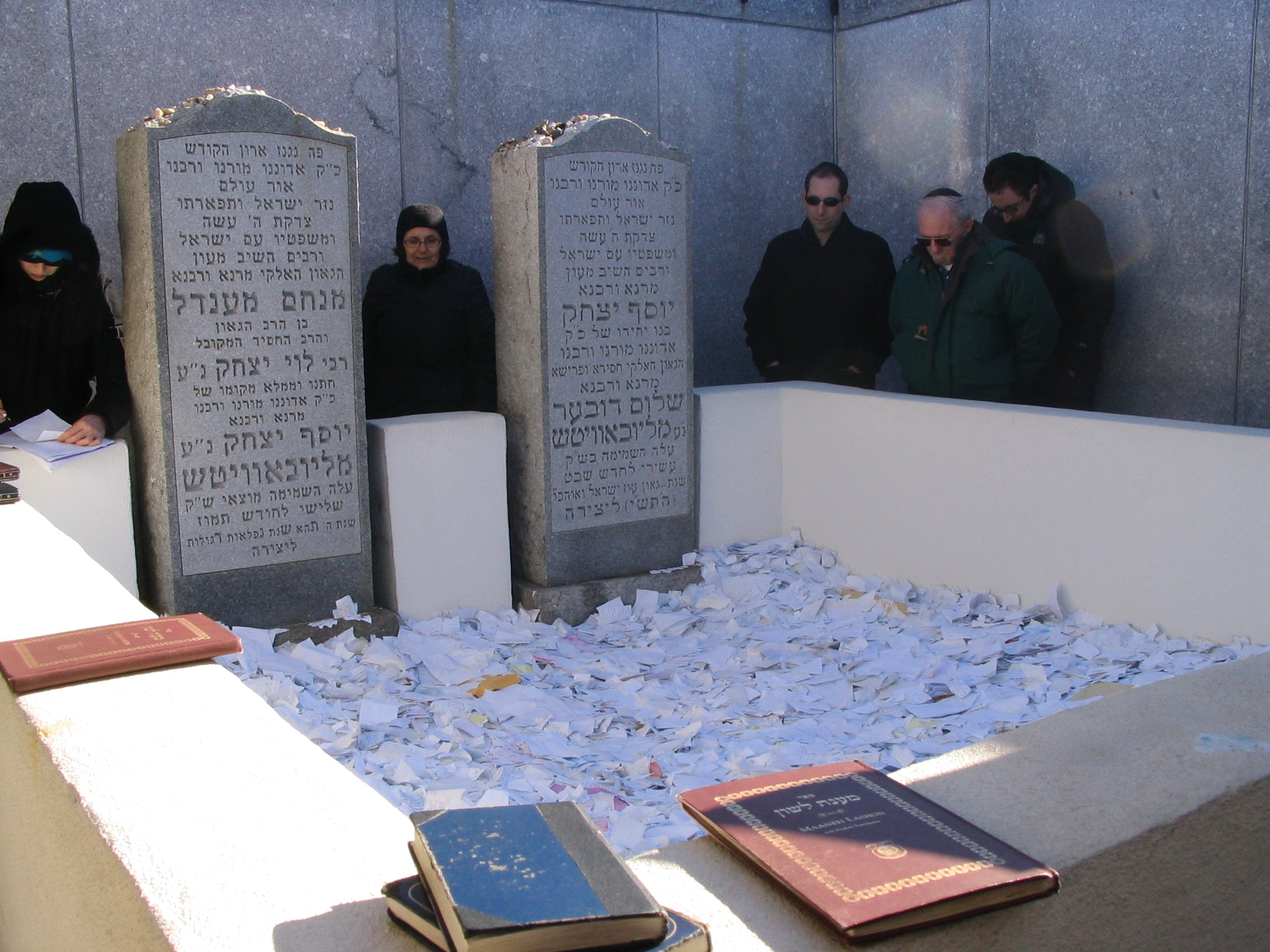
La tombe du rabbi et de son beau-père

Au début des années 1980, le Rabbi passe l'ultime vitesse. Il annonce que la Rédemption n'est pas lointaine mais se rapproche de plus en plus. Il annonce que pour hâter la venue du messie il faut la réclamer et ce à toutes les occasions possibles. Il fonde en 1981, l'organisme Tsivoth hachem pour les enfants, ayant pour slogan "Nous voulons Mashia'h (le messie) maintenant". Chaque année, il expliquera le lien entre l'acronyme de l’année et la Rédemption.
Parallèlement il encourage avec force et vigueur dans de nombreuses allocutions le peuple juif à encourager tous les peuples de la planète à accomplir leur part dans la création, but de leur venue sur terre, en respectant les 7 Lois de Noé, tout en continuant leurs activités habituelles ; en effet Dieu n'a pas uniquement donné à Moïse sur le Mont Sinaï les décrets à respecter concernant le peuple d'Israël mais aussi les lois concernant tous les peuples de la terre.
Au début des années 1990, il déclare que les bouleversements politiques intervenus en Europe et qui mettent fin à la Guerre froide sont un signe caractéristique du prochain avènement messianique. Il relie le fait que ces mutations se soient effectuées sans effusion de sang aux prémices d'une ère de paix universelle.
Lorsque éclate la première Guerre du Golfe, il déclare qu'il s'agit de la réalisation des termes du Midrash Yalkout Chimoni annonçant, pour « l'année où le Machia'h se dévoilera », la guerre du dirigeant de la Perse (qui avait dans l'antiquité sa capitale à Bagdad) contre un pays arabe et le désarroi mondial qui en résultera. Suivant l'agencement du récit du Midrash qui relate la façon dont Machia'h rassurera le peuple juif et annoncera la délivrance, en se tenant sur le « toit du Temple » (lieu profane qui, selon le Rabbi, fait allusion à une terre extérieure à Israël), le Rabbi ne cesse d'encourager la population d'« Erets Israël » et annonce prophétiquement qu'il n'y aura à craindre aucune attaque non conventionnelle et que la guerre se terminera à Pourim, contrairement aux prévisions de tous les experts stratégiques. Dans la confusion régnante, il est une des voix qui rassérène et donne espoir aux Juifs du monde entier.
Le soir du 12 avril (28 Nissan) 1991, il admoneste ses hassidims en disant tout l'effort qu'il sollicitait. Il affirme avoir accompli le travail qui relevait de sa tâche et que le reste appartient désormais à ceux qui l'écoutent.
Il passera l'année qui suivra à commenter la section hebdomadaire de la Torah en s'attachant particulièrement à montrer comment le monde dans sa finitude aussi bien que l'homme, tout humain qu'il soit, sont des vecteurs de l'Infini. Engageant chacun à révéler cette dimension dans sa vie quotidienne, il ne cesse d'annoncer qu'il suffit « d'ouvrir les yeux » pour prendre conscience que le seuil de la Rédemption est accessible. Plusieurs de ces éminents Hassidims aperçoivent dans un nombre considérable de ces discours la proclamation indirecte de par le Rabbi lui-même d'être le Machiah.
Le 2 mars 1992, alors qu'il se trouve sur la sépulture de son beau-père, une violente attaque cérébrale le soustrait aux yeux d'une communauté juive suspendue à ses lèvres. Après des mois d'une convalescence lors de laquelle il n'a cessé de répondre aux demandes de bénédictions et désormais atteint d'hémiplégie, il réapparaît dans sa synagogue le jour de Rosh Hashana de l'année hébraïque 5753, à l'automne 1992. Trois semaines plus tard, le jour de Sim'hat Torah, il encourage avec vigueur pendant plus de deux années les hassidim s'adonnant aux chants du désormais célèbre Yehi adonenou…
Le 12 juin 1994, le Rabbi décède. Certains de ses fidèles pensent qu'il n'est pas vraiment mort et disent qu'il se voile physiquement. Il laisse aux Juifs la promesse de la Délivrance et l'injonction de travailler « de [leurs] propres forces », de celles que l'âme juive recèle, pour en concrétiser l'avènement.
Que ce soit en priant dans sa maison d'étude du 770, ou sur le Ohel (tombe du Rabbi et de son beau-père), laquelle est visitée par des dizaines, voire parfois des centaines de personnes chaque jour, énormément de juifs et non juifs de par le monde déclarent continuer de recevoir miraculeusement conseils et bénédictions de sa part.
Le président américain Donald Trump a visité l'Ohel du Rabbi.

## L'influence du Rabbi

### Les 10 campagnes (Mivtsaïm)
Mitzvah signifie commandement. Une mitsva est l'une des 613 instructions divines au juif contenues dans la Torah . Le mot signifie aussi connexion: un acte qui relie l'être humain qui l'accomplit avec D.ieu , qui l'a commandé.
Avant la campagne de mivtsaïm du Rabbi, la mitsva était un acte privé, exécuté par le juif «religieux» à la maison ou dans la synagogue. Il était donc tout à fait naturel que la campagne de mivtsaïm du Rabbi, lancée à la fin des années 60, ait soulevé de nombreux sourcils: "Quel est l'intérêt de faire une mitsva sur le chemin du déjeuner dans un restaurant non casher?" Les mitsvot étaient alors considérés comme les détails qui constituaient le mode de vie d'un juif religieux - inutiles lorsqu'ils ne faisaient pas partie de l'ensemble.
Le Rabbi a vu les choses différemment. En tant que connexion entre l'homme et Dieu, en tant que pont entre le Créateur et la création, une mitsva est un acte d'importance, un acte d'une valeur infinie en soi. Citant Moïse Maïmonide, le Rabbi a répété maintes et maintes fois: une seule personne effectuant une seule mitsva pourrait être l'acte qui fait pencher la balance et apporte la rédemption au monde entier et à toute la création.
Le Rabbi a donc lancé un appel à tous les Juifs: "même si vous n'êtes pas pleinement engagé dans une vie de Torah, faites quelque chose. Commencez par une mitsva - toute mitsva; sa valeur ne sera pas diminuée par le fait qu'il y en a d'autres que vous n'êtes pas prêt à faire".
Le Rabbi a également suggéré dix "mitsvot pour débutants" possibles - des préceptes qui, en raison de leur centralité dans le guide de vie de la Torah, sont idéalement adaptés pour une première expérience de la connexion mitzvah.

#### 1. La campagne desTefilines
La première campagne de Mitzvah a été la campagne Tefilline, une campagne internationale pour influencer tous les hommes Juifs, quel que soit leur niveau de respect religieux, à accomplir quotidiennement la mitsva de Tefilline (phylactères). Le Rabbi a annoncé cette campagne deux jours avant le déclenchement de la guerre des Six Jours , le 3 juin 1967. Après la victoire de la Guerre des Six Jours et la libération du Mur occidental, le Rabbi a intensifié cet appel, et ses hassidim ont donné à des centaines de milliers de juifs la possibilité de mettre des téfilines, beaucoup pour la première fois.
Le discours fondateur de cette campagne fut prononcé le Chabbat 24 Iyar 5727 - 3 Juin 1967:

« Concernant la situation actuelle dans notre sainte Terre, il faut s'efforcer et influencer le plus grand nombre de juifs à mettre les tefilines, vérifiées et cachères, puisque l'accomplissement de cette Mitsvah est propice à une sortie de cette situation en paix. Comme mentionné : "Celui qui mets les Tefiline verra sa vie allongée" et "Et tous les peuples de la Terre verront que le nom de D.ieu repose sur toi et ils te crainderont ... ce sont les Tefilines de la tête ". »

Cette campagne subit d’abord une opposition de la part d'autres personnalités du monde juif religieux, qui exposèrent des arguments auxquels le Rabbi répondit dans son Farbrenguen de Chabat 24 Tishri 5728 - 28 octobre 1967.

#### 2. La campagne d'étude de laTorah
Le 15 Shevat 5731 - 10 Fevrier 1971, en revenant du Ohel, le Rabbi demande à tenir un Farbrenguen surprise, où il déclarera, :

« Est venu le temps du besoin de "conquérir" le monde par l'étude de la Torah, par un efforcement et un rajout dans l'étude.
Ce rajout devra s'appliquer aussi aux hommes d'affaires [...] qui, en plus de améliorer la qualité de leurs heures d'études déjà en place, devront "voler" des heures de travail et les consacrer à l"étude de la Torah. »

À la suite de la guerre du Kippour en 5734 - 1973, le Rabbi demande aux Hassidim de visiter les bases militaires et écrit une lettre à transmettre aux soldats. Dans cette lettre il demande d'étudier "au moins un verset de la Torah écrite ou un enseignement de la Torah orale". Puis au cours du Farbrenguen de Chavouot 5734 - 1934, le Rabbi déclare le début de la campagne "Torah" visant à renforcer l'étude de la Torah à la suite du Massacre de Ma'alot.
Au fil des années le Rabbi encourage l'intensification de cette campagne à la fin de ces Farbrenguen. En 5745 - 1985, le Rabbi déclare:

« Il faut s'efforcer autant que possible, et plus encore, d'influencer chaque Juif, quel que soit son emplacement ou ses circonstances, pour désigner un temps fixe pour l'étude de la Torah. Quand on rencontre un Juif dans la rue, il faut lui demander s'il a déjà fixé un temps pour étudier la Torah. S'il l'a fait, il faut l'influencer pour qu'il augmente davantage - idéalement, en l'influençant pour devenir lui-même enseignant. »

#### 3. La campagne deMezouzah
Le 10 Shevat 5734 - 2 Fevrier 1974, le Rabbi annonce une nouvelle campagne visant à influencer chaque juif à fixer une Mezouzah à sa porte et annonce que celle-ci a déjà reçu un premier financement et appelle tout le monde à participer aussi bien physiquement que financièrement dans cette campagne, il déclare notamment , :

« Le sens de la Mezouzah est de témoigner que toute la maison et ce qu'il s'y trouve, sont imprégnés des Parashiyot écrites dans la Mezouzah dont le sens et le début sont : "Ecoute Israël, Hashem est notre Dieu, Hashem est un".
[...]
Et l’idée à retenir concrètement est : il faut s'efforcer [de faire en sorte] qu'à la porte de chaque maison juive, jusqu'aux portes des pièces internes, soit fixée une Mezouzah cachère. »

À la suite du massacre de Ma'alot cet été là, le Rabbi annonce l'intensification de la campagne en déclarant que la Mezouzah est un symbole de la protection de Dieu. Le Rabbi demande aussi à faire vérifier les Tefilines et Mezouzot une fois par an. Lors d'une intervention publique il répond aux objections soulevés par cette demande.

#### 4. La campagne deTsedaka
Au cours du Fabrenguen du 10 Shevat 5734 - 2 février 1974, le Rabbi demande à faire en sorte que dans chaque maison juive se trouve une boite de Tsedaka d'une façon qu'il soit perceptible que celle-ci est un objet de sainteté,. Le Rabbi demanda ensuite de ne pas inscrire de nom d'organisations Habad sur la boite de Tsedaka, dans le but de nier la ressemblance entre cette campagne et une levée de fonds pour les organisations Habad.
Lors de la fête de Chavouot le 27 mai cette année là, le Rabbi déclare :

« Dieu donne à chacun des outils de défense, et déclare : "Si mes lois tu observeras", accomplis les Mitzvot et tu seras protégé. [...] et lorsque l'ange accusateur viens nuire à quelqu'un, Dieu lui dit : "Tu ne peux rien dire de mal sur cette maison, voila qu'ils ont une boite de Tsedaka". »

#### 5. La campagne des "Maisons remplies de Livres saints."
Cette campagne consiste à influencer les Juifs du monde entier quel que soit leur niveau de pratique religieuse à posséder des Livres saints dans leurs maisons. Le principe de cette campagne, fondée le 11 sivan 5734 - 1er juin 1934, est de permettre à chacun de se rappeler des Mitsvot en voyant tous les jours des livres et objets saints.
Déjà en 5733 - 1932, le Rabbi avait encouragé lors d'un Farbrenguen à la mémoire de sa mère décédée huit ans plus tôt , que "dans chaque endroit où des Juifs habitent, à commencer par les Hassidim et ceux qui suivent mes demandes, soient fondées des bibliothèques publiques". Le Rabbi expliqua dans un Farbrenguen le 25 tevet 5734 - 19 janvier 1934 :

« Il y a des Juifs pour qui il suffit de leur parler simplement de la Torah, et ils trouveront les sefarim. S'ils n'en ont pas, ils en obtiendront chez des proches. Mais il y en a d'autres qui n'ont nulle part où se procurer des sefarim, même s'ils voulaient, soit parce qu'ils n'ont pas de parents, soit parce que leurs proches [...] n'ont pas de sefarim eux-mêmes. Pour rapprocher une telle personne de la Torah, il faut lui fournir avec un sefer pour apprendre, lui donner un Kitzur Shulchan Aruch etc. »

À la suite du procès sur l'appartenance de la bibliothèque Agoudath Hassidei Habad, et à sa victoire par le mouvement Habad en 5747 - 1987, le Rabbi demanda de renforcer cette campagne, d'agrandir les bibliothèques publiques et que dans les synagogues et autres lieux de rassemblement religieux, soient ajoutés d'autres livres d'étude en plus des livres basiques tels que les livres de prières ou Houmachim. Le Rabbi demande aussi d'acheter "des livres de Halakha dont l'usage se ressent dans la vie de tous les jours". Puis, en 5752 - 1992, le Rabbi déclare au sujet de la bibliothèque Shneersohn qu' "il y d'autres livres qui attendent eux-aussi leur libération, [...] de revenir à leur vrai propriétaire, [c'est-à-dire] mon maître et beau-père [Rabbi Yossef Ytschak Schneeersohn] " et que le fait d'acheter des livres saints est un acte propice à déclencher cette libération.

#### 6. La campagne d' "allumage desLumières de Shabbat".
Lors d'un rassemblement de donatrices des yechivot Tomhei Temimim et écoles Beth Rivka, le Rabbi a parlé de la détérioration de l'état moral du monde, que le monde se détériore dans l'obscurité, et de la nécessité d'éclairer nos alentours. Le Rabbi a suggéré une solution simple : s'assurer que tous les femmes, les filles avant leur mariage et même les enfants avant leur bat mitzvah, allument des bougies pour Chabbat et Yom-Tov. Le lendemain, alors que le Rabbi était à l'Ohel, les rumeurs se répandirent qu'il pourrait y avoir un farbrenguen cette nuit-là, un événement inhabituel. En expliquant la raison du farbrenguen impromptu, le Rabbi a mentionné que c'était pour discuter d'une nouvelle campagne. Les jours suivants, le Rabbi continuera de discuter de cette campagne et à encourager son développement. Pendant la cérémonie de Kos shel Bera'ha (distribution de vin à la sortie de la fête) de Roch Hachana, le Rabbi annonce que toute femme ou fille qui acceptera d'allumer les bougies de Chabbat pourra recevoir deux pièces de dix cents, une pour donner à la Tsedaka avant d'allumer les bougies la prochaine fois et une pour leur usage personnel.
Le 27 tishrei 5735 - 13 octobre 1974, le Rabbi dans un discours à un public exclusivement composé de femmes, expliqua , :

« Lorsqu'un endroit est obscur, on allume des lumières pour l'éclairer. Plus l'endroit est obscur, plus il faut allumer de lumières.
Dans les générations précédentes, l’état du monde ne nécessitait pas un fort éclairage mais avec l'obscurcissement du monde, il faut allumer encore plus de lumières.
C'est pourquoi, en plus de demander aux femmes d'allumer les bougies de Chabbat, il faut demander même aux filles d'allumer une bougie. »

#### 7. La campagne decacherout
Au cours d'un discours sur le rôle des femmes dans la préservation et la transmission de l'identité juive, le Rabbi déclare , :

« En observant l'état spirituel actuel du peuple juif, il y a une question posée [...] par de nombreuses personnes : pourquoi les générations les plus récentes connaissent une telle expérience sans précédent de déclin de l'observance des mitsvot dans de si nombreuses communautés ?
[...]
Il a déjà été expliqué que la nature de l'Homme est influencée par son alimentation. Lorsqu'un être humain consomme un aliment, ce dernier devient "son sang et sa chair". Par conséquent, lorsque quelqu'un mange de la nourriture non-cachère , il s’imprègne de cette dernière et cela influence son comportement. C'est cela qui cause le déclin dans le respect des Mitsvot.
[...]
Et ce devoir repose principalement sur la femme, car habituellement ce sont les femmes qui s'occupent de la cuisine. Mais ce devoir repose sur tous les membres de la famille de faire en sorte que la cuisine et tout ce qui sera consommé dans la maison soit cachère . »

Par la suite le Rabbi déclare :

« Un fonds a été créé par un groupe de généreux donateurs pour aider à minimiser les coûts dans le monde entier, de celui qui passera à une cuisine casher - rendre cachère la cuisinière et d'autres ustensiles, achetez deux nouveaux ensembles de plats (pour le lait et la viande) et tout ce qui est nécessaire. La moitié de toutes ces dépenses sera remboursé par ce fonds cacherout à réception d'une lettre du rabbin local certifiant que la cuisine a été rendu cachère et le montant des dépenses engagées. Cela sera, bien entendu, dans le respect de la confidentialité de chacun. J'appelle toutes les communautés, organisations et sociétés à suivre l'exemple de ces généreux donateurs : mettre en place plus de fonds pour encourager autant de Juifs que possible à commencer l'observance de cette importante mitsva. »

## Le messianisme Habad

Drapeau des Habad messianites.

La pensée développée par Menahem Mendel Schneerson entre 1992 et 1993 est d’amener le plus rapidement possible la rédemption complète. Le développement de ce messianisme et son impact sur le judaïsme orthodoxe et Habad en particulier fait l'objet de nombreux débats dans la presse juive et les revues spécialisées. La conviction que le défunt Menachem Mendel Schneerson est bel et bien le messie susceptible de revenir à tout moment est aussi répandue par certains membres de la communauté Habad.
De nombreux fidèles croient que le concept habituel de mort ne s'applique pas à un vrai tzadik (saint, juste) tel que le Rabbi de Loubavitch Menachem Mendel Schneerson, dont l'âme est plus proche de Dieu que celle d'un homme ordinaire. Ils considèrent ainsi que leur dernier rabbin n'est pas mort, mais reste vivant d'une façon imperceptible aux humains ordinaires, et qu'il se manifestera de nouveau pour proclamer son messianisme. Beaucoup refusent ainsi de faire suivre son nom de la marque habituelle de respect aux défunts (zt"l pour Zecher Tzaddik Livracha, « que la mémoire du juste serve de bénédiction »).

#### Multimédia
Par Jewish Educational Media :
- "Vivre la Torah" ,magazine vidéo hebdomadaire d'enseignement du Rabbi.
- Chaîne YouTube en Français et en Anglais.
- Jem.tv , Plateforme de productions vidéos sur les enseignements du Rabbi.
- Ashreinu, plateforme audio contenant plus de 2,000 heures d'enregistrements de discours du Rabbi et autres.
- The Living Archive, Archives photographiques documentant en majorité le Rabbi.

Par RebbeDrive :
- RebbeDrive.com, Archives multimédias en libre accès.
- Chaîne YouTube de RebbeDrive
- Mafteiach.app, index interactif des discours du Rabbi.